# Base de dados em rede
Sua organização é semelhante à dos Bancos de Dados hierárquicos, é o modelo de dados que eliminou o conceito de hierarquia, permitindo que um mesmo registro estivesse envolvido em várias associações, um registro filho pode ser ligado a mais de um registro pai, criando conexões bastante complexas e são bastante utilizados em sistemas para computadores de grande porte (mainframe). Sendo que esse modelo é composto de uma estrutura mais completa, possui as propriedades básicas de registros, conjuntos e ocorrências, e utiliza a linguagem de definição (DDL) e a linguagem de manipulação de dados (DML), além de permitir evolução mais eficiente do modelo. A estrutura é formada de entidade (registros), atributos (itens de dados), tipo de registro e ocorrência do registro. Tanto o modelo hierárquico quanto o de rede são chamados de sistemas de navegação, pois as aplicações devem ser construídas para atravessar um conjunto de registros interligados previamente.
)